# Mycetarotes
Mycetarotes – rodzaj mrówek z podrodziny Myrmicinae.
Takson neotropikalny.

## Gatunki
Należą tu 4 opisane gatunki:
- Mycetarotes acutus Mayhé-Nunes, 1995
- Mycetarotes carinatus Mayhé-Nunes, 1995
- Mycetarotes parallelus (Emery, 1906)
- Mycetarotes senticosus Kempf, 1960